# Mir Umar
Mir Umar fou emir de Bukharà, germà i successor de Mir Muhammad Husayn quan aquest va morir el desembre del 1826.
Mir Umar que era governador de Kermineh i havia estat designat successor pel seu germà, quan va saber que el seu germà s'havia posat malalt va anar immediatament a Bukharà amb 500 o 600 seguidors i va acampar a Sherbudineh, prop de la capital, a la que va entrar quan va saber que havia mort, i es va proclamar emir, tot i que era fill d'una esclava (que havia servit a la mare de Mir Muhammad Husayn) i que era més jove que Nasrullah, el seu germà governador de Karshi. Els seus principals suports foren Ismet Ullah biy, el cap kazakh Taghai Khan, i el camarlenc Khudai Shaghaul
Nasrullah va convèncer el cadi Kalin de Karshi a escriure una carta al clergat de Bukharà demanant que el seu senyor fos reconegut com a legítim emir de Bukharà, i va enviar una ambaixada al sobirà de Shar-i Sabz per assegurar la seva aliança. Va reunir una foça de certa importància amb la qual va sortir de Karshi i creuant el desert nevat va marxar cap a Samarcanda, el governador de la qual el va deixar entrar a petició de la població i fou assegut a la famosa Pedra Blava. Però tot i aquest acte amistós, el governador fou deposat i substituït per Muhammad Alim Beg. Nasrullah va continuar avançant cap a Ketta Kurgan. Mir Umar es va dirigir a Kermineh amb 15.000 homes i va enviar tropes per assegurar Ketta Kurgan i poblacions de la zona, però aquestes tropes després de saber l'èxit de Nasrullah a Samarcanda, se li van sotmetre i Ketta Kurgan es va rendir immediatament, seguida de Pen Shambe, Chelek, Yanghi Kurgan i Nurata; els governadors foren destituïts però van haver d'acompanyar a les forces triomfants. Altres tropes també van desertar i Mirza Shams els va seguir.
Mir Umar es va tancar llavors a Bukharà deixant Kermineh sota el govern d'Abdullah Khan, fill d'Hakim Kushbegi, partidari des de sempre de Nasrulla, que per consell del seu pare es va rendir. Nasrullah va marxar a Kermineh i va acampar prop de la capital que va assetjar. El setge va durar segons uns 51 dies i segons altres 44. El menjar aviat va escassejar tot i que es va poder introduir farina en taüts que suposadament portaven cossos morts. L'aigua era fètida. El kushbegi i el topshibashi Ayaz van oferir a Nasrullah la rendició si es comprometia a respectar als habitants i li van demanar una prova de la seva bona voluntat. Nasrullah va destruir un canó de llarg abast. Finalment va entrar a Bukharà per les portes d'Imaum i Saleh-Khan (24 d'abril de 1827). Ayaz no va presentar resistència; Izmet Ullah Biy, el calmuc, Toghai Khan el kazakh i alguns altres, així com l'astròleg Gul Makhdum, i Mir Azim (fill del notable Rahman Kul), foren executats. La casa de Mir Umar fou saquejada.
L'emir segons una hauria pogut marxar en peregrinació a la Meca, segons altres fou empresonat i va poder fugir. Més tard apareix a Mashad i a Balkh i va acabar morint del còlera al Kanat de Kokand; el seu cos fou portat a Bukharà i enterrat allí.